# Токаев, Саид-Умар Биболатович
Саид-Умар Биболатович Токаев — советский хозяйственный, государственный и политический деятель.

## Биография
Родился в 1904 году. Член ВКП(б) с 1930 года.
С 1926 года — на хозяйственной, общественной и политической работе. В 1926—1963 гг. — пропагандист Областного комитета ВКП(б) Карачаевской автономной области, 2-й, 1-й секретарь Зеленчукского районного комитета ВКП(б), 1-й секретарь Областного комитета ВКП(б) Карачаевской автономной области, начальник Политического отдела частей Тыла Западного фронта, первый секретарь Карачаевского обкома ВКП(б) (в 1939–1941 годах и в 1943 году), партийный организатор Ставропольского краевого комитета ВКП(б) треста «Ставропольуголь», директор элеватора «Заготзерно», начальник Джамбульской областной строительной конторы, управляющий Минераловодским трестом совхозов, секретарь, второй секретарь Карачаевского обкома КПСС (1957).
Умер в 1996 году.